# Željko Musa
Željko Musa, né le 8 janvier 1986 à Mostar, est un handballeur croate. Il joue au poste de pivot dans le club allemand SC Magdebourg et en équipe nationale de Croatie .

## Palmarès

### En club
- championnat de Croatie (2) : 2005, 2007
- Coupe de Croatie (2) : 2005, 2007
- championnat de Pologne (4) : 2012, 2013, 2014, 2015
- Coupe de Pologne (4) : 2012, 2013, 2014, 2015

### En équipe nationale
championnats d'Europe
- au championnat d'Europe 2010 en Autriche
- au championnat d'Europe 2012 en Serbie
- 4e place au championnat d'Europe 2014 au Danemark
- 5e place au Championnat d'Europe 2018 en Croatie
- Médaille d'argent au Championnat d'Europe 2020 en Suède/Autriche/Norvège

championnats du monde
- au championnat du monde 2013 en Pologne
- 6e place au championnat du monde 2015 au Qatar
- 4e place au championnat du monde 2017 en France
- 6e place au Championnat du monde 2019 au Danemark et en Allemagne